# Klasasta habulica
Klasasta habulica (naliep klasnasti, vučji korijen, resnik, crnuša, lat. Actaea spicata), vrsta je naliepa ili habulice, otrovne trajnice raširene po Europi na istok do zapadnog Sibira i Irana.
Stabljika je uspravna i gola, razgranata i neugodnog mirisa. Ima sjajne bobice, isprva zelene, koje sazrijevanjem postanu crne i smrtonosno su otrovne. Listovi su trostruko podijeljeni, oštro nepravilno nazubljenih rubova, dugi do 40 i široki 30 cm. Broni bijeli cvjetovi skupljeni su u klasaste cvatove (spicata = klasast).

## Podvrste
- Actaea spicata var. acuminata (Wall. ex Royle) H.Hara

## Sinonimi
- Actaea densiflora M.Král
- Actaea nigra (L.) G.Gaertn., B.Mey. & Schreb.
- Christophoriana spicata (L.) Moench
- Christophoriana vulgaris Rupr.